# Saint-Maurice-sous-les-Côtes
 Saint-Maurice-sous-les-Côtes  es una población y comuna francesa, en la región de Lorena, departamento de Mosa, en el distrito de Commercy y cantón de Vigneulles-lès-Hattonchâtel.

## Demografía
| 406 | 411 | 370 | 329 | 315 | 333 |
| Para los censos de 1962 a 1999 la población legal corresponde a la población sin duplicidades (Fuente: INSEE [Consultar]) |     |     |     |     |     |